# Anaflisto
Anaflisto (in greco antico: Ἀνάφλυστος?, Anáphlystos) era un demo dell'Attica situato sulla sua costa occidentale di fronte all'isola di Eleussa, a sud-est di Atene, tra Capo Sunio e il promontorio di Astipalea.

## Storia
Secondo la tradizione il nome del demo derivava da uno dei figli di Trezeno, migrato in Attica. La zona era già abitata nel neolitico; durante l'VIII secolo a.C. il centro abitato si sviluppò intorno all'abitazione di un nobile. Probabilmente, prima di essere inglobato in Atene, Anaflisto era una polis a sé stante, che non faceva parte della Dodecapoli attica.

## Descrizione
Anaflisto era piuttosto importante, in quanto Senofonte ricorda la presenza di una fortezza per la protezione delle miniere del Sunio.
Strabone parla di una Grotta di Pan (in greco antico: Πανεῖον?, Panèion) nelle vicinanze del demo; senza dubbio questa grotta è da identificarsi con quella presente tutt'oggi sotto il monte Elimbo, la porzione occidentale della quale è chiamata Panì.